# Abner Trigueros
Abner Trigueros (Ciudad de Guatemala; 27 de diciembre de 1987) es un futbolista guatemalteco que actualmente juega en el Xelajú Mario Camposeco en la Liga Nacional.
Es hijo de José Enrique Trigueros Contreras.

## Trayectoria

### Equipos
Trigueros empieza su carrera en la cantera crema del  Comunicaciones marcando su debut con el equipo mayor en 2007 . Trigueros ha jugado por distintos clubes del fútbol de Guatemala, una de sus mejores temporadas fue con el Deportivo Iztapa, en ese entonces recién ascendido a la Liga Nacional, torneo que le valía para fichar con el  Suchitepequez.

## Clubes
| Club                   | País      | Año           |
| ---------------------- | --------- | ------------- |
| Comunicaciones         | Guatemala | 2007-2012     |
| Heredia                | Guatemala | 2012          |
| Peñarol La Mesilla     | Guatemala | 2012-2013     |
| Deportivo Iztapa       | Guatemala | 2013-2014     |
| Suchitepequez          | Guatemala | 2014          |
| Xelaju Mario Camposeco | Guatemala | 2015-presente |

- Datos: Q3603741